# Pierre-Joseph-Guillaume Zimmermann
Pierre-Joseph-Guillaume Zimmermann (Parigi, 19 marzo 1785 – Parigi, 29 ottobre 1853) è stato un compositore e pianista francese.

## Biografia
Zimmermann nacque a Parigi, figlio di un costruttore di pianoforti. Studiò al Conservatorio di Parigi nel 1798, verso la fine della Rivoluzione francese, studiando con François-Adrien Boieldieu. 
I suoi studenti musicisti più celebri sono stati Georges Bizet, César Franck, Charles-Valentin Alkan, Ambroise Thomas, Louis Lacombe, Alexandre Goria e Louis James Alfred Lefébure-Wély.
Zimmermann scrisse due opere: L'enlèvement, rappresentata al Théâtre national de l'Opéra-Comique nel 1830, e Nausicaa.
Fu autore inoltre di 3 Concerti per pianoforte, la Sonata op.5, altra musica pianistica e da salotto; si ha inoltre notizia di un Requiem Eroico, di cui inviò una copia a Pietro Raimondi nel 1848.